# Кинематичке једначине
Кинематичке једначине су једначине ограничења механичког система као што је робот манипулатор који дефинишу како улазно кретање на једном или више зглобова специфицира конфигурацију уређаја, како би се постигао положај или локација крајњег ефектора. 
Кинематичке једначине се користе за анализу и пројектовање зглобних система у распону од четворокраких веза до серијских и паралелних робота.
Кинематичке једначине су једначине ограничења које карактеришу геометријску конфигурацију зглобног механичког система. Према томе, ове једначине претпостављају да су везе круте и да спојеви пружају чисту ротацију или транслацију. Једначине ограничења овог типа су познате као холономска ограничења у проучавању динамике система више тела.

## Једначине петље
Једначине кинематике за механички систем формирају се као низ крутих трансформација дуж карика и око зглобова у механичком систему. Принцип да се низ трансформација око петље мора вратити идентитету пружа оно што је познато као једначине петље. Независни скуп једначина кинематике састављен је од различитих скупова једначина петље које су доступне у механичком систему. 

### Трансформације
1955. године, Жак Денавит и Ричард Хартенберг увели су конвенцију о дефиницији заједничких матрица [Z] и матрица веза [Х] да би стандардизовали координатне оквире за просторне везе. Ова конвенција поставља оквир споја тако да се састоји од померања завртња дуж Z осе 
{\displaystyle [Z_{i}]={\begin{bmatrix}\cos \theta _{i}&-\sin \theta _{i}&0&0\\\sin \theta _{i}&\cos \theta _{i}&0&0\\0&0&1&d_{i}\\0&0&0&1\end{bmatrix}},}
и поставља оквир везе тако да се састоји од померања завртња дуж Х оси, 
{\displaystyle [X_{i}]={\begin{bmatrix}1&0&0&a_{i,i+1}\\0&\cos \alpha _{i,i+1}&-\sin \alpha _{i,i+1}&0\\0&\sin \alpha _{i,i+1}&\cos \alpha _{i,i+1}&0\\0&0&0&1\end{bmatrix}}.}
Једначине кинематике добијају се употребом круте трансформације [Z] да би се окарактерисало релативно кретање дозвољено на сваком зглобу и одвојеном крутом трансформацијом [X] да би се дефинисале димензије сваке везе. 
Резултат је секвенца крутих трансформација наизменичних трансформација зглобова и спојева од основе ланца око петље назад до основе да би се добила једначина петље, 
{\displaystyle [Z_{1}][X_{1}][Z_{2}][X_{2}]\ldots [X_{n-1}][Z_{n}]=[I].\!}
Серије трансформација се изједначавају са идентификационом матрицом јер се враћају на почетак петље.

## Серијски ланци
Једначине кинематике за робота са серијским ланцем добијају се формулисањем једначина петље у смислу трансформације [Т] од основе до крајњег ефектора, што је изједначено са низом трансформација дуж робота. Резултат је, 
{\displaystyle [T]=[Z_{1}][X_{1}][Z_{2}][X_{2}]\ldots [X_{n-1}][Z_{n}],\!}
Те једначине се називају кинематичке једначине серијског ланца.

## Паралелни ланци
Кинематичке једначине за паралелни ланац или паралелни робот, формиране крајњим ефектором ослоњеним на више серијских ланаца, добијају се из кинематичких једначина сваког од носећих серијских ланаца. Претпоставимо да m серијских ланаца подржавају крајњи ефектор, тада је трансформација од базе до крајњег ефектора дефинисана са m једначина, 
{\displaystyle [T]=[Z_{1,j}][X_{1,j}][Z_{2,j}][X_{2,j}]\ldots [X_{n-1,j}][Z_{n,j}],\quad j=1,\ldots ,m.\!}
Ове једначине су кинематичке једначине паралелног ланца.

## Директна кинематика
Једначине кинематике серијских и паралелних робота могу се посматрати као повезани параметри, као што су зглобови углови, који су под контролом актуатора у односу на положај и оријентацију [Т] крајњег ефектора . 
Са ове тачке гледишта, једначине кинематике могу се користити на два различита начина. Прва названа директна кинематика користи одређене вредности за заједничке параметре за израчунавање положаја и оријентације крајњег ефектора. Друга названа инверзна кинематика користи положај и оријентацију крајњег ефектора за израчунавање вредности заједничких параметара. 
Изузетно, док је директна кинематика серијског ланца директан прорачун једначине једне матрице, директна кинематика паралелног ланца захтева истовремено решење више матричних једначина што представља значајан изазов.